# Barend Biesheuvel
Barend Willem Biesheuvel (Haarlemmerliede, 1920. április 5. – Haarlem, 2001. április 29.) holland jogász, politikus, 1971–1973 között Hollandia miniszterelnöke.

## Életrajz

### Fiatalkora, tanulmányai
Gazdálkodó, vallásos családból származott. Iskoláit Haarlemben végezte, a helyi keresztény líceumban érettségizett, majd beiratkozott az Amszterdami Egyetemre. A második világháború alatt megtagadta a német megszállók által megkövetelt hűségnyilatkozat aláírását, és otthon folytatta tanulmányait a tanáraival. 1945 szeptemberében jogtudományi diplomát kapott. 

### Karrierjének kezdete
A családja révén kapcsolatba került Dél-Holland tartomány élelmiszer-ellenőrző bizottságának vezetőjével, így 1945 és 1947 között a szervezet tisztviselője volt Alkmaarban. Így lett később a külügyminisztérium titkára, majd 1956-ban belépett a Forradalomellenes Pártba (ARP). A mezőgazdasági és európai ügyek szóvivője lett, 1961 és 1963 között pedig az Európai Parlament képviselője. 1963-ban megválasztották a párt elnökévé, és az ország miniszterelnök-helyettesévé.

### Miniszterelnök
Az 1971-es választáson az ARP győzelmet aratott, 13 helyet helyet szerezve a Képviselőházban. Az ARP kormánykoalícióba lépett a következő pártokkal: Katolikus Néppárt (KVP), Néppárt a Szabadságért és Demokráciáért (VVD), Keresztény Történelmi Unió (CHU), és a 70-es Szociáldemokraták (DS'70). Így jött létre az első Biesheuvel-kormány. Biesheuvel vita- és menedzserképességéről volt ismert. A miniszterelnök ideje alatt a deregulációt és a privatizációt ösztönözte, valamint megkísérelte az államadósság csökkentését.
Mindössze egy évvel később a DS'70 visszalépett a kormánytól, emiatt 1972. augusztus 9-én új kormányt kellett alakítani. Végül 1972-ben előrehozott választásokat kellett tartani, az ARP eggyel növelte mandátumai számát, de a győztes a szociáldemokrata Munkáspárt (PvdA) lett, Hollandia új miniszterelnököt kapott Joop den Uyl személyében. A PvdA így másodszor került hatalomra a 20. században. Az ARP és a Katolikus Néppárt ezúttal is a koalíció részei voltak, de újonnan bekerült a Radikális Politikai Párt (PPR) és az újonc 66-os Demokraták (D66). A kabinet létrejötte után Biesheuvel bejelentette visszavonulásáta nemzetközi politikától, lemondott az ARP elnökségéről.

### A politika után
A visszavonulása után üzletemberként, újságíróként és bankárként folytatta, több vállalat és nonprofit cég vezérigazgatója volt. Továbbra is az aktuális politikai ügyek kommentátora maradt egészen 2001-ben bekövetkezett haláláig.
2001-ben egy holland kutatóhajót róla neveztek el.